# 香港商品交易所
香港商品交易所有限公司（簡稱港商交所，英文名稱爲Hong Kong Mercantile Exchange Limited，簡稱HKMEx）是於香港一間已結業的商品交易所，爲市場提供具高透明度的交易平台，在亞太時區進行對沖及套利等活動。投資者無須像以往只能依賴倫敦或紐約等商品交易市場進行買賣。港商交所於2011年5月18日已正式開始交易。
港商交所總部設於香港，所有交易將由LCH.Clearnet進行結算。香港具有相當開放的司法制度，允許非本地投資者的資本自由進出。交易所將通過對中國免稅商品的價格發現爲國際市場參與者提供進入蓬勃的內地商品市場的橋梁。
港商交所的總部位於香港數碼港道100號數碼港3座C區 608室，辦事處包括交易所的核心業務及營運部門，佔地超過47,000平方呎。
根據香港商品交易所的資料，2012年總成交量超過140萬張合約，成交額718億美元，八成半都是黃金期貨交易
香港商品交易所主要股東包括俄鋁（0486）母公司EN+集團、工商銀行（1398）、中遠（1919）母公司中遠集團股東，各持有10%股權。而張震遠全資持有的離岸公司新效控股，則持有56%股權，為商交所的大股東。

## 歷史
港商交所董事會主席張震遠於2008年6月25日舉行新聞發佈會，宣佈成立香港商品交易所。與會者包括時任財政司司長曾俊華，他認爲「香港商品期貨市場將存有龐大商機」。 2009年3月，港商交所委任前紐約商品期貨交易所副主席艾伯特爲港商交所總裁，負責港商交所的常務工作。
2009年6月，港商交所及LCH.Clearnet達成共識，初步確定由LCH.Clearnet爲港商交所提供結算服務。同年9月，港商交所與香港國際機場簽訂合約，授權香港國際機場的貴金屬儲存庫爲港商交所黃金合約的指定交割庫。
2009年12月，中國工商銀行（亞洲）認購了港商交所10％的股權，表示有意以結算會員、經紀會員及港商交所的結算銀行等多重身分積極參與港商交所的業務。其後，港商交所於2010年6月宣布，俄羅斯奥列格·德里帕斯卡旗下的En+ Group亦認購了港商交所10％的股權。
2011年5月18日﹐港商交所推出以美元計價的黃金期貨合約。港商交所總裁艾伯特在接受路透社的專訪中，表示港商交所正計劃推出人民幣計價的黃金及白銀合約。在推出貴金屬合約之後，港商交所亦計劃推出其他産品包括白銀及其他貴金屬、工業金屬、能源等。2011年7月22日，港商交所推出以美元計價的白銀期貨合約。
截至2012年2月13日下午5時，黃金和白銀期貨合約累計總成交量已突破100萬張合約，達到1,003,210張合約，總成交額超過500億美元（折合約3,900億港元）。 2012年6月4日﹐港商交所黃金期貨單日成交量突破1萬張合約 
2012年8月2日，港商交所委任王宇錦女士和白威廉先生為聯席總裁，以接任退休的前總裁艾伯特。
2013年5月18日，香港商品交易所宣佈自願放棄由證券及期貨事務監察委員會（證監會）批發的自動化交易服務（ATS）供應商資格，並即時生效，原因是收入不足以應付營運開支。
2014年4月28日，港商交所被香港高等法院頒令清盤。

## 營業時間
港商交所的營業時間為香港時間上午9時至晚上6時。

## 產品
港商交所計劃開發一系列人民幣貴金屬和基本金屬期貨合約。長遠而言，港商交所亦計劃提供農產品、能源和金融指數等期貨合約。

## 另見
- 商品交易
- 交易所

## 外部連結
- 香港商品交易所 （页面存档备份，存于）
- 香港證券及期貨事務監察委員會 （页面存档备份，存于）
- 世界黃金協會 （页面存档备份，存于）